# Diskografie Johna Calea
Toto je diskografie velšského hudebníka, producenta a skladatele Johna Calea. V letech 1970–2023 vydal sedmnáct sólových studiových alb a čtyři jako spoluinterpret. Dále vydal šest koncertních alb, pět EP a deset kompilací. Před zahájením své sólové kariéry působil ve skupině The Velvet Underground, se kterou vydal dvě studiová alba. V té době rovněž samostatně nahrál různé experimentální nahrávky, které vyšly až po roce 2000 prostřednictvím vydavatelství Table of the Elements. Je rovněž autorem hudby k přibližně třem desítkám filmů, některé z nich vyšly jako soundtracky, většina však nikoliv.
Hrál na mnoha dalších albech jako doprovodný hudebník a řadu nahrávek také produkoval. S jednou výjimkou se například podílel na všech albech německé zpěvačky Nico. Jako producent spolupracoval například i se skupinou The Police na jejích prvních demonahrávkách z roku 1976. Tyto nahrávky však nikdy nevyšly. V létě roku 1978 nahrál Cale spolu s Ianem Hunterem, Mickem Ronsonem a Corkym Laingem sedm písní, které však nikdy nevyšly. V říjnu 1984 nahrával s britskou skupinou Gene Loves Jezebel, ale jejich společné nahrávky také zůstaly nevydané. O rok později produkoval album skotské skupiny James King and the Lonewolves, které potkal stejný osud. V roce 2007 produkoval druhé album skupiny Ambulance LTD, to však nikdy nevyšlo z důvodu krachu nahrávací společnosti.
Dále existuje několik skupin či hudebníků, které spolupráci s Calem plánovali, ale nerealizovali. Jednou ze skupin je The Pop Group, která plánovala natočit s Calem své debutové album, ale ze spolupráce později sešlo. Naopak Cale měl v devadesátých letech zájem produkovat album skupiny Tarnation, ale ani tato spolupráce nebyla uskutečněna. Calea rovněž kontaktoval Bryan Ferry, aby produkoval druhé album jeho skupiny Roxy Music. Ferry však nakonec upřednostnil Chrise Thomase.

## Sólová alba

### Studiová alba
| Rok  | Název                            | Vydavatelství                                      | Zdroj       |
| ---- | -------------------------------- | -------------------------------------------------- | ----------- |
| 1970 | Vintage Violence                 | Columbia Records                                   | [ 8 ] [ 9 ] |
| 1972 | The Academy in Peril             | Reprise Records                                    | [ 10 ]      |
| 1973 | Paris 1919                       | Reprise Records                                    | [ 11 ]      |
| 1974 | Fear                             | Island Records                                     | [ 12 ]      |
| 1975 | Slow Dazzle                      | Island Records                                     | [ 13 ]      |
| 1975 | Helen of Troy                    | Island Records                                     | [ 14 ]      |
| 1981 | Honi Soit                        | A&M Records                                        | [ 15 ]      |
| 1982 | Music for a New Society          | ZE Records                                         | [ 16 ]      |
| 1984 | Caribbean Sunset                 | ZE Records                                         |             |
| 1985 | Artificial Intelligence          | Beggars Banquet Records                            | [ 17 ]      |
| 1989 | Words for the Dying              | Land Records / Opal Records / Warner Bros. Records |             |
| 1996 | Walking on Locusts               | Hannibal Records                                   | [ 18 ]      |
| 2003 | HoboSapiens                      | EMI Records                                        | [ 19 ]      |
| 2005 | Black Acetate                    | EMI Records                                        | [ 20 ]      |
| 2012 | Shifty Adventures in Nookie Wood | Double Six Records                                 | [ 21 ]      |
| 2016 | M:FANS                           | Double Six Records                                 | [ 22 ]      |
| 2023 | Mercy                            | Double Six Records                                 | [ 23 ]      |
| 2024 | POPtical Illusion                | Double Six Records                                 | [ 24 ]      |

### Koncertní alba
| Rok  | Název                       | Vydavatelství    | Nahráno    | Poznámky    | Zdroj  |
| ---- | --------------------------- | ---------------- | ---------- | ----------- | ------ |
| 1979 | Sabotage/Live               | SPY Records      | 1979       |             | [ 25 ] |
| 1984 | John Cale Comes Alive       | ZE Records       | 1984       |             | [ 26 ] |
| 1987 | Even Cowgirls Get the Blues | ROIR             | 1978, 1979 |             |        |
| 1992 | Fragments of a Rainy Season | Hannibal Records | 1992       | Rovněž DVD. | [ 27 ] |
| 2007 | Circus Live                 | EMI Records      | 2004, 2006 |             | [ 28 ] |
| 2010 | Live at Rockpalast          | MIG              | 1983, 1984 | Rovněž DVD. | [ 29 ] |

### Kompilační alba
| Rok  | Název                                                      | Vydavatelství         | Nahrávky z let | Poznámky                              | Zdroj  |
| ---- | ---------------------------------------------------------- | --------------------- | -------------- | ------------------------------------- | ------ |
| 1977 | Guts                                                       | Island Records        | 1974–1975      |                                       |        |
| 1994 | Seducing Down the Door: A Collection 1970–1990             | Rhino Records         | 1970–1990      |                                       |        |
| 1996 | The Island Years                                           | Island Records        | 1974–1975      |                                       |        |
| 1999 | Close Watch: An Introduction to John Cale                  | Island Records        | 1973–1996      |                                       | [ 30 ] |
| 2000 | Day of Niagara                                             | Table of the Elements | 1965           |                                       | [ 31 ] |
| 2001 | Sun Blindness Music                                        | Table of the Elements | 1965–1968      |                                       | [ 32 ] |
| 2002 | Dream Interpretation                                       | Table of the Elements | 1965–1969      |                                       | [ 33 ] |
| 2002 | Stainless Gamelan                                          | Table of the Elements | 1965–1969      |                                       | [ 34 ] |
| 2004 | New York in the 1960s                                      | Table of the Elements | 1964–1969      |                                       | [ 35 ] |
| 2007 | Gold                                                       | Universal Music       | 1974–1975      | Reedice alba The Island Years (1996). |        |
| 2012 | Conflict & Catalysis: Productions & Arrangements 1966–2006 | Big Beat Records      | 1966–2006      |                                       | [ 36 ] |
| 2024 | Ship of Fools: The Island Albums                           | Esoteric Recordings   | 1974–1975      |                                       | [ 37 ] |

### EP
| Rok  | Název                     | Vydavatelství      | Poznámky                                                                          | Zdroj  |
| ---- | ------------------------- | ------------------ | --------------------------------------------------------------------------------- | ------ |
| 1977 | Animal Justice            | Illegal Records    |                                                                                   | [ 38 ] |
| 2003 | 5 Tracks                  | EMI Records        |                                                                                   | [ 39 ] |
| 2011 | Extra Playful             | Double Six Records |                                                                                   | [ 40 ] |
| 2012 | Extra Playful Transitions | Double Six Records | Jde o album složené z remixů písní z EP Extra Playful vydaného v předchozím roce. | [ 41 ] |
| 2025 | Mixology (Volume 1)       | Double Six Records |                                                                                   | [ 42 ] |

### Soundtracky
| Rok  | Název                                         | Vydavatelství               | Film(y)                                                             | Zdroj  |
| ---- | --------------------------------------------- | --------------------------- | ------------------------------------------------------------------- | ------ |
| 1991 | Paris s'eveille – suivi d'autres compositions | Les Disques du Crépuscule   | Paris s'éveille a Primary Motive, balety Sanctus a Animals at Night | [ 43 ] |
| 1993 | 23 Solo Pieces for La Naissance de L'Amour    | Les Disques du Crépuscule   | Zrození lásky                                                       | [ 44 ] |
| 1995 | N'oublie pas que tu vas mourir                | Les Disques du Crépuscule   | Nezapomeň, že zemřeš                                                | [ 45 ] |
| 1995 | Antártida                                     | Les Disques du Crépuscule   | Antártida                                                           | [ 46 ] |
| 1997 | Eat/Kiss: Music for the Films by Andy Warhol  | Hannibal Records            | Eat a Kiss                                                          | [ 47 ] |
| 1998 | Somewhere in the City                         | Velvel Records              | Někde ve městě                                                      | [ 48 ] |
| 1998 | Nico: Dance Music                             | Detour Records              | balet Nico                                                          | [ 49 ] |
| 1999 | Le Vent de la nuit                            | Les Disques du Crépuscule   | Le Vent de la nuit                                                  | [ 50 ] |
| 1999 | The Unknown                                   | Les Disques du Crépuscule   | Alonzo, muž bez rukou                                               | [ 51 ] |
| 2000 | Love Me                                       | Mercury France              | Love Me                                                             | [ 52 ] |
| 2000 | Saint-Cyr                                     | Archipel 35 / Virgin France | Saint-Cyr                                                           | [ 53 ] |
| 2005 | Process                                       | Syntax Records              | Process                                                             | [ 54 ] |

## Spolupráce

### Studiová spolupráce
| Rok  | Název             | Interpreti               | Vydavatelství                                                           | Zdroj  |
| ---- | ----------------- | ------------------------ | ----------------------------------------------------------------------- | ------ |
| 1971 | Church of Anthrax | John Cale a Terry Riley  | Columbia Records                                                        | [ 55 ] |
| 1990 | Songs for Drella  | John Cale a Lou Reed     | Sire Records                                                            | [ 56 ] |
| 1990 | Wrong Way Up      | John Cale a Brian Eno    | All Saints Records / Opal Records / Land Records / Warner Bros. Records | [ 57 ] |
| 1994 | Last Day on Earth | John Cale a Bob Neuwirth | MCA Records                                                             | [ 58 ] |

### Koncertní spolupráce
| Rok  | Název           | Interpreti                               | Vydavatelství         | Zdroj  |
| ---- | --------------- | ---------------------------------------- | --------------------- | ------ |
| 1974 | June 1, 1974    | John Cale, Kevin Ayers, Brian Eno a Nico | Island Records        | [ 12 ] |
| 2004 | Le Bataclan '72 | John Cale, Lou Reed a Nico               | Alchemy Entertainment |        |

## Podíl na albech jiných interpretů
| Rok  | Název                                                                                 | Druh nahrávky | Interpret                        | Vydavatelství                          | Příspěvek                                                                                               | Poznámky                              | Zdroj  |
| ---- | ------------------------------------------------------------------------------------- | ------------- | -------------------------------- | -------------------------------------- | --- | ------------------------------------- | ------ |
| 1967 | The Velvet Underground & Nico                                                         | album         | The Velvet Underground a Nico    | Verve Records                          | elektrická viola, klavír, celesta, baskytara, doprovodné vokály                                         |                                       |        |
| 1967 | Chelsea Girl                                                                          | album         | Nico                             | Verve Records                          | viola, varhany, kytara                                                                                  |                                       |        |
| 1968 | White Light/White Heat                                                                | album         | The Velvet Underground           | Verve Records                          | zpěv, elektrická viola, varhany, baskytara, zvukové efekty                                              |                                       |        |
| 1968 | Two Suns Worth                                                                        | album         | Morning Glory                    | Fontana Records                        | zvukový inženýr                                                                                         |                                       |        |
| 1969 | The Marble Index                                                                      | album         | Nico                             | Elektra Records                        | viola, klavír, baskytara, kytara, zvonkohra, harmonika, zvony, aranžmá                                  |                                       |        |
| 1969 | The Stooges                                                                           | album         | The Stooges                      | Elektra Records                        | produkce, viola, klavír, rolničky                                                                       |                                       |        |
| 1969 | The Great American Eagle Tragedy                                                      | album         | Earth Opera                      | Elektra Records                        | kytara, viola, doprovodné vokály                                                                        |                                       |        |
| 1970 | Glass Harp                                                                            | album         | Glass Harp                       | Decca Records                          | viola                                                                                                   |                                       | [ 59 ] |
| 1970 | Chelsea                                                                               | album         | Chelsea                          | Decca Records                          | viola                                                                                                   |                                       | [ 59 ] |
| 1970 | Bryter Layter                                                                         | album         | Nick Drake                       | Island Records                         | viola, klavír, cembalo, celesta, varhany                                                                |                                       | [ 59 ] |
| 1970 | Desertshore                                                                           | album         | Nico                             | Reprise Records                        | produkce, viola, klavír, baskytara, zvony, doprovodné vokály, aranžmá                                   |                                       |        |
| 1971 | Smiling Men with Bad Reputations                                                      | album         | Mike Heron                       | Elektra Records                        | baskytara, kytara, klavír, viola, harmonium, doprovodné vokály                                          |                                       | [ 60 ] |
| 1971 | Tax Free                                                                              | album         | Tax Free                         | Polydor Records                        | viola                                                                                                   |                                       | [ 60 ] |
| 1972 | Jennifer                                                                              | album         | Jennifer Warnes                  | Reprise Records                        | produkce                                                                                                |                                       | [ 61 ] |
| 1973 | Chunky, Novi & Ernie                                                                  | album         | Chunky, Novi & Ernie             | Warner Bros. Records                   | produkce, aranžmá                                                                                       |                                       | [ 62 ] |
| 1974 | The End…                                                                              | album         | Nico                             | Island Records                         | baskytara, xylofon, kytara, syntezátor, klavír, varhany, marimba, triangl, zvonkohra, perkuse, produkce |                                       |        |
| 1975 | Is Having a Wonderful Time                                                            | album         | Geoff Muldaur                    | Reprise Records                        | viola                                                                                                   |                                       | [ 63 ] |
| 1975 | Another Green World                                                                   | album         | Brian Eno                        | Island Records                         | viola                                                                                                   |                                       | [ 64 ] |
| 1975 | Horses                                                                                | album         | Patti Smith                      | Arista Records                         | produkce                                                                                                | Baskytara v jedné skladbě na reedici. |        |
| 1976 | The Modern Lovers                                                                     | album         | The Modern Lovers                | Beserkley Records                      | produkce                                                                                                | Nahráno 1972.                         |        |
| 1977 | Dancer with Bruised Knees                                                             | album         | Kate & Anna McGarrigle           | Warner Bros. Records                   | varhany, marimba                                                                                        |                                       | [ 65 ] |
| 1977 | „I Need Nothing / Electrocutioner“                                                    | singl         | Menace                           | Illegal Records                        | produkce                                                                                                |                                       |        |
| 1977 | „I Don't Wanna“                                                                       | singl         | Sham 69                          | Step Forward Records                   | produkce                                                                                                |                                       |        |
| 1977 | Packet of Three                                                                       | EP            | Squeeze                          | Deptford Fun City Records              | produkce                                                                                                |                                       | [ 66 ] |
| 1978 | Squeeze (U.K. Squeeze)                                                                | album         | Squeeze                          | A&M Records                            | produkce                                                                                                |                                       |        |
| 1978 | „Disco Clone“                                                                         | singl         | Cristina                         | ZE Records                             | produkce                                                                                                |                                       |        |
| 1978 | „Attitudes / Re-Bop“                                                                  | singl         | Marie et les Garçons             | SPY Records                            | produkce, marimba                                                                                       |                                       |        |
| 1978 | Music for Films                                                                       | album         | Brian Eno                        | E.G. Records                           | viola                                                                                                   |                                       | [ 67 ] |
| 1978 | Julie Covington                                                                       | album         | Julie Covingtonová               | Virgin Records                         | klavír, clavinet                                                                                        |                                       |        |
| 1978 | Some Things Never Change                                                              | album         | David Kubinec                    | A&M Records                            | produkce, klávesy                                                                                       |                                       |        |
| 1978 | Busted Chevrolet                                                                      | EP            | Harry Toledo & The Rockets       | SPY Records                            | produkce                                                                                                |                                       | [ 68 ] |
| 1979 | You're Never Alone with a Schizophrenic                                               | album         | Ian Hunter                       | Chrysalis Records                      | klavír, klávesy, harfa                                                                                  |                                       |        |
| 1979 | Shift the Blame                                                                       | EP            | Model Citizens                   | SPY Records                            | produkce                                                                                                |                                       |        |
| 1979 | „You Can Borrow My Car / Runaway Child“                                               | singl         | The Necessaries                  | SPY Records                            | produkce                                                                                                |                                       | [ 69 ] |
| 1979 | „Let It Blurt / Live“                                                                 | singl         | Lester Bangs                     | SPY Records                            | mixing                                                                                                  |                                       | [ 70 ] |
| 1980 | Shopping for Clothes                                                                  | EP            | Snatch                           | Fetish Records                         | produkce                                                                                                |                                       |        |
| 1980 | Une nouvelle vie                                                                      | album         | Modern Guy                       | Celluloid Records                      | produkce, cembalo, varhany, perkuse                                                                     |                                       |        |
| 1983 | „So Afraid of the Russians / Unknown Soldier“                                         | singl         | Made for TV                      | Conflict Records                       | produkce, kytara, syntezátory                                                                           |                                       |        |
| 1985 | Camera Obscura                                                                        | album         | Nico                             | Beggars Banquet Records                | produkce, hlas, autor                                                                                   |                                       |        |
| 1985 | VU                                                                                    | album         | The Velvet Underground           | Verve Records                          | viola, celesta, baskytara, doprovodné vokály                                                            | Nahráno 1968.                         |        |
| 1986 | Another View                                                                          | album         | The Velvet Underground           | Verve Records                          | viola, baskytara                                                                                        | Nahráno 1967–1968.                    |        |
| 1986 | Pop Model                                                                             | album         | Lio                              | Polydor Records                        | produkce, klávesy, aranžmá                                                                              |                                       |        |
| 1987 | Try to be Mensch                                                                      | album         | Element of Crime                 | Polydor Records                        | produkce, klávesy                                                                                       |                                       |        |
| 1987 | Squirrel and G-Man Twenty Four Hour Party People Plastic Face Carnt Smile (White Out) | album         | Happy Mondays                    | Factory Records                        | produkce                                                                                                |                                       | [ 71 ] |
| 1988 | Crawl with Me                                                                         | album         | Art Bergmann                     | Duke Street Records                    | produkce, klávesy, doprovodné vokály                                                                    |                                       | [ 72 ] |
| 1989 | Lullabies for Lager Louts                                                             | album         | Big Vern                         | Duke Street Records                    | produkce, klávesy                                                                                       |                                       |        |
| 1989 | See No Evil                                                                           | album         | See No Evil                      | Epic Records                           | viola                                                                                                   |                                       | [ 73 ] |
| 1991 | All Shook Down                                                                        | album         | The Replacements                 | Sire Records                           | viola                                                                                                   |                                       | [ 74 ] |
| 1991 | I Spent a Week There the Other Night                                                  | album         | Maureen Tuckerová                | New Rose Records                       | viola, syntezátor                                                                                       |                                       | [ 75 ] |
| 1991 | Heart and Mind                                                                        | album         | Sister Double Happiness          | Reprise Records                        | „radar blips“                                                                                           |                                       | [ 76 ] |
| 1991 | Souvenirs de l'avenir                                                                 | EP            | Louise Féronová                  | Virgin Records                         | produkce, klavír                                                                                        |                                       |        |
| 1991 | Louise Féron                                                                          | album         | Louise Féronová                  | Virgin Records                         | produkce, klávesy                                                                                       |                                       | [ 77 ] |
| 1991 | Les Nouvelles Polyphonies Corses                                                      | album         | Les Nouvelles Polyphonies Corses | Phonogram                              | klavír                                                                                                  |                                       | [ 78 ] |
| 1992 | Sabor Salado                                                                          | album         | Los Ronaldos                     | EMI Records                            | produkce                                                                                                |                                       | [ 79 ] |
| 1992 | Sahara Blue                                                                           | album         | Hector Zazou                     | Made to Measure / Crammed Discs        | zpěv |                                       |        |
| 1994 | Phoenix                                                                               | album         | Vince Bell                       | Sire Records                           | klavír                                                                                                  |                                       |        |
| 1994 | Chansons des mers froides                                                             | album         | Hector Zazou                     | Columbia Records                       | zpěv |                                       | [ 80 ] |
| 1995 | The Rapture                                                                           | album         | Siouxsie and the Banshees        | Polydor Records                        | produkce                                                                                                |                                       | [ 81 ] |
| 1995 | Nostalgia                                                                             | album         | Ivan Král                        | BMG Ariola                             | klavír, autor                                                                                           |                                       |        |
| 1996 | Fantastic Star                                                                        | album         | Marc Almond                      | Mercury Records / Some Bizzare Records | klavír                                                                                                  |                                       |        |
| 1996 | Rooms                                                                                 | album         | Goya Dress                       | Nude Records                           | produkce, klavír, mixing                                                                                |                                       |        |
| 1996 | Gone Again                                                                            | album         | Patti Smith                      | Arista Records                         | varhany                                                                                                 |                                       | [ 82 ] |
| 1996 | In Paradisu                                                                           | album         | Les Nouvelles Polyphonies Corses | Mercury Records                        | produkce                                                                                                |                                       |        |
| 1996 | The First Second                                                                      | album         | The Maids of Gravity             | Vernon Yard Recordings                 | produkce                                                                                                |                                       |        |
| 1997 | „Feel Alright“                                                                        | singl         | Garageland                       | Flying Nun Records                     | produkce, klavír                                                                                        |                                       |        |
| 1998 | The Jesus Lizard                                                                      | EP            | The Jesus Lizard                 | Jetset Records                         | produkce                                                                                                |                                       | [ 83 ] |
| 1998 | 1 Douar                                                                               | album         | Alan Stivell                     | Disques Dreyfus                        | produkce, baskytara, mixing                                                                             |                                       |        |
| 1998 | Les Evening Gowns Damnées                                                             | album         | Jack Smith                       | Table of the Elements                  | sarinda                                                                                                 | Nahráno v 60. letech.                 |        |
| 1999 | Silent Shadows on Cinemaroc Island                                                    | album         | Jack Smith                       | Table of the Elements                  | | Nahráno v 60. letech.                 |        |
| 1999 | Desert Station Frequency                                                              | album         | Ventilator                       | BiotaSonics                            | produkce                                                                                                |                                       | [ 84 ] |
| 2000 | Undrentide                                                                            | album         | Mediæval Bæbes                   | BMG Classics                           | produkce                                                                                                |                                       | [ 85 ] |
| 2001 | Rings Around the World                                                                | album         | Super Furry Animals              | Epic Records                           | klavír                                                                                                  |                                       | [ 86 ] |
| 2001 | Small World Big Band                                                                  | album         | Jools Holland                    | WEA                                    | zpěv |                                       | [ 87 ] |
| 2002 | Hitting the Ground                                                                    | album         | Gordon Gano                      | Instinct Records / Cooking Vinyl       | klavír, zpěv                                                                                            |                                       | [ 88 ] |
| 2002 | Positions                                                                             | album         | Trash Palace                     | Discograph                             | zpěv, autor                                                                                             |                                       | [ 89 ] |
| 2003 | The Cloud Doctrine                                                                    | album         | Angus MacLise                    | Sub Rosa                               | viola, kytara, klávesy                                                                                  | Nahráno v 60. letech.                 |        |
| 2006 | The Boxing Mirror                                                                     | album         | Alejandro Escovedo               | Back Porch Records                     | produkce                                                                                                |                                       | [ 90 ] |
| 2008 | Replica Sun Machine                                                                   | album         | The Shortwave Set                | Wall of Sound                          | viola, syntezátory, efekty                                                                              |                                       | [ 91 ] |
| 2010 | Postcards from a Young Man                                                            | album         | Manic Street Preachers           | Columbia Records                       | klávesy, hluky                                                                                          |                                       | [ 92 ] |
| 2016 | Painting With                                                                         | album         | Animal Collective                | Domino Recording Company               | viola                                                                                                   |                                       | [ 93 ] |
| 2019 | „Poison“                                                                              | singl         | Marissa Nadler                   | Kro Records                            | zpěv |                                       | [ 94 ] |
| 2020 | Inner Song                                                                            | album         | Kelly Lee Owens                  | Smalltown Supersound                   | zpěv |                                       | [ 95 ] |
| 2021 | Crestone                                                                              | album         | Animal Collective                | Domino Recording Company               | viola                                                                                                   |                                       |        |
| 2022 | Words & Music, May 1965                                                               | album         | Lou Reed                         | Light in the Attic Records             | zpěv | Nahráno 1965.                         | [ 96 ] |
| 2024 | Stranger Than Fiction                                                                 | album         | Seven Davis Jr.                  | Secret Angels                          | hlas |                                       |        |
| 2025 | Michelangelo Dying                                                                    | album         | Cate Le Bon                      | Mexican Summer                         | zpěv |                                       | [ 97 ] |

## Kompilace různých umělců
| Rok  | Název                                                  | Vydavatelství               | Příspěvek(ky) | Zdroj   |
| ---- | ------------------------------------------------------ | --------------------------- | --- | ------- |
| 1986 | Sid and Nancy: Love Kills                              | MCA Records                 | „She Never Took No for an Answer“                                                                                         | [ 98 ]  |
| 1990 | Dead City Radio                                        | Island Records              | „Ah Pook the Destroyer/Brion Gysin's All-Purpose Bedtime Story“, „No More Stalins, No More Hitlers“ a „Love Your Enemies“ | [ 99 ]  |
| 1991 | I'm Your Fan                                           | Columbia Records            | „Hallelujah“ | [ 100 ] |
| 1991 | More Fans                                              | Columbia Records            | „The Queen and Me“ | [ 101 ] |
| 1993 | A Chance Operation: The John Cage Tribute              | Koch International Classics | „In Memoriam John Cage: Call Waiting“                                                                                     | [ 102 ] |
| 1993 | Caged/Uncaged: A Rock/Experimental Homage to John Cage | Cramps Records              | „Helmut Newton Told Me“, „Wish You Were Here“ a „Oh! To Be Invited to the Venice Biennale“                                | [ 103 ] |
| 1994 | Jódži Jamamoto: Your Pain Shall Be a Music             |                             | „Your Pain Shall Be a Music“                                                                                              |         |
| 1997 | Kerouac: Kicks Joy Darkness                            | Rykodisc                    | „The Moon“ | [ 104 ] |
| 1998 | Federico García Lorca: De Granada a La Luna            | Sombra Records              | „Daybreak“ | [ 105 ] |
| 1999 | Bleecker Street: Greenwich Village in the 60's         | Astor Place                 | „So Long, Marianne“ | [ 106 ] |
| 2004 | Por Vida: A Tribute to the Songs of Alejandro Escovedo | Or Music                    | „She Doesn't Live Here Anymore“                                                                                           | [ 107 ] |
| 2022 | For the Birds: The Birdsong Project                    | Downtown Records            | „Mr. Sparrow“ | [ 108 ] |

## Singly
| Rok  | Singl                                                                                       | Album                                         | Formát        | Vydavatelství           | Poznámky | Zdroj   |
| ---- | ------------------------------------------------------------------------------------------- | --------------------------------------------- | ------------- | ----------------------- | --- | ------- |
| 1970 | „Cleo“ / „Fairweather Friend“                                                               | Vintage Violence                              | 7"            | Columbia Records        | | [ 109 ] |
| 1970 | „Big White Cloud“ / „Gideon's Bible“                                                        | Vintage Violence                              | 7"            | Columbia Records        | | [ 110 ] |
| 1971 | „Dixieland and Dixie“ / „The Biggest, Hairiest, Loudest Band of All“                        | nevyšlo na albu                               | 7"            | Reprise Records         | Singl nakonec vydán nebyl.                                                                                               | [ 61 ]  |
| 1972 | „Days of Steam“ / „Legs Larry at the Television Centre“                                     | The Academy in Peril                          | 7"            | Reprise Records         | |         |
| 1974 | „The Man Who Couldn't Afford to Orgy“ / „Sylvia Said“                                       | Fear                                          | 7"            | Island Records          | |         |
| 1977 | „Jack the Ripper in the Moulin Rouge“ / „Memphis (Instrumental)“                            | nevyšlo na albu                               | 7"            | Illegal Records         | Singl nakonec vydán nebyl.                                                                                               |         |
| 1980 | „Mercenaries (Ready for War)“ / „Rosegarden Funeral of Sores“                               | nevyšlo na albu                               | 7"            | SPY Records             | | [ 111 ] |
| 1981 | „Dead or Alive“ / „Honi Soit“                                                               | Honi Soit                                     | 7"            | A&M Records             | | [ 111 ] |
| 1982 | „Close Watch“ / „Close Watch“                                                               | Music for a New Society                       | 7"            | ZE Records              | Singl obsahuje dvě verze písně „Close Watch“ (první z roku 1975 a druhou o sedm let mladší).                             |         |
| 1982 | „Close Watch“ / „Changes Made“                                                              | Music for a New Society                       | 7"            | ZE Records              | | [ 111 ] |
| 1984 | „Villa Albani“                                                                              | Caribbean Sunset                              | 12"           | ZE Records              | |         |
| 1984 | „Ooh La La“ / „Magazines“                                                                   | Caribbean Sunset                              | 7"            | ZE Records              | | [ 111 ] |
| 1985 | „Dying on the Vine“ / „Everytime the Dogs Bark“                                             | Artificial Intelligence                       | 7", 12"       | Beggars Banquet Records | | [ 111 ] |
| 1985 | „Satellite Walk“ / „Dying on the Vine“ / „Crash Course in Harmonics“                        | Artificial Intelligence                       | 12"           | Beggars Banquet Records | | [ 111 ] |
| 1990 | „Nobody But You“ / „Style It Takes“ / „A Dream“                                             | Songs for Drella                              | 7", 12"       | Sire Records            | S Lou Reedem. |         |
| 1990 | „One Word“ / „Grandfather's House“ / „Palanquin“                                            | Wrong Way Up                                  | 12", CD       | Land Records            | S Brianem Enem. |         |
| 1991 | „Hallelujah“                                                                                | I'm Your Fan                                  | 7", CD        | Columbia Records        | Singl obsahuje dvě verze písně „Hallelujah“ (první v originále od Leonarda Cohena a druhou v Caleově podání).            |         |
| 1991 | „Paris s'eveille“                                                                           | Paris s'eveille – suivi d'autres compositions | CD            | Delabel                 | |         |
| 1995 | „The Long Voyage“                                                                           | Chansons des mers froides                     | CD            | Columbia Records        | Se Suzanne Vega. |         |
| 2003 | „Cale vs The Bees vs Doctor Rockit“                                                         | 5 Tracks                                      | 12"           | EMI Records             | |         |
| 2003 | „Bicycle“                                                                                   | HoboSapiens                                   | 12"           | EMI Records             | |         |
| 2003 | „Things“                                                                                    | HoboSapiens                                   | CD            | EMI Records             | |         |
| 2005 | „Turn the Lights On“                                                                        | Black Acetate                                 | digitální     | EMI Records             | | [ 112 ] |
| 2005 | „Perfect“                                                                                   | Black Acetate                                 | CD            | EMI Records             | | [ 113 ] |
| 2006 | „Outta the Bag“                                                                             | Black Acetate                                 | digitální     | EMI Records             | | [ 114 ] |
| 2006 | „Jumbo (In Tha Modern World)“                                                               | nevyšlo na albu                               | digitální     | EMI Records             | | [ 115 ] |
| 2007 | „Big White Cloud“                                                                           | nevyšlo na albu                               | digitální     | EMI Records             | Nová verze písně z roku 1970; nahráno speciálně pro film Sejmi eso.                                                      |         |
| 2007 | „All My Friends“                                                                            | nevyšlo na albu                               | digitální, 7" | DFA Records             | Jde o coververzi písně skupiny LCD Soundsystem, která vyšla na singlu, na jehož první straně byla její originální verze. |         |
| 2011 | „Whaddya Mean by That?“                                                                     | Extra Playful                                 | digitální     | Double Six Records      | | [ 116 ] |
| 2012 | „I Wanna Talk 2 U“                                                                          | Shifty Adventures in Nookie Wood              | digitální     | Double Six Records      | | [ 117 ] |
| 2012 | „Face to the Sky“ / „Living with You (Organic Mix)“                                         | Shifty Adventures in Nookie Wood              | digitální, 7" | Double Six Records      | | [ 118 ] |
| 2013 | „Living with You“ / „Living with You (Organic Mix)“ / „Living with You (Laurel Halo remix)“ | Shifty Adventures in Nookie Wood              | digitální     | Double Six Records      | | [ 119 ] |
| 2013 | „All Summer Long“ / „Sandman (Flying Dutchman)“                                             | nevyšlo na albu                               | digitální     | Double Six Records      | | [ 120 ] |
| 2015 | „Close Watch“                                                                               | M:FANS                                        | digitální     | Double Six Records      | | [ 121 ] |
| 2017 | „iO“                                                                                        | nevyšlo na albu                               | 12"           | The Kitchen             | | [ 122 ] |
| 2020 | „Lazy Day“                                                                                  | nevyšlo na albu                               | digitální     | Double Six Records      | | [ 123 ] |
| 2022 | „Night Crawling“                                                                            | Mercy                                         | digitální     | Double Six Records      | | [ 124 ] |
| 2022 | „Story of Blood“                                                                            | Mercy                                         | digitální     | Double Six Records      | | [ 125 ] |
| 2023 | „Noise of You“                                                                              | Mercy                                         | digitální     | Double Six Records      | | [ 126 ] |
| 2024 | „How We See the Light“                                                                      | POPtical Illusion                             | digitální     | Double Six Records      | | [ 127 ] |
| 2024 | „Shark-Shark“                                                                               | POPtical Illusion                             | digitální     | Double Six Records      | | [ 128 ] |

## Videoklipy
| Rok  | Píseň                         | Režie                             | Zdroj   |
| ---- | ----------------------------- | --------------------------------- | ------- |
| 1981 | „Dead or Alive“               | Michael Branton a Joe Ohliger III | [ 129 ] |
| 2005 | „Perfect“                     | Chris Cairns                      | [ 129 ] |
| 2006 | „Jumbo (In Tha Modern World)“ | Minivegas                         | [ 130 ] |
| 2011 | „Whaddya Mean by That“        | Charlie Robins a Joe Alexander    | [ 130 ] |
| 2011 | „Catastrofuk“                 | Eden Caleová                      | [ 131 ] |
| 2012 | „Face to the Sky“             | Tom Scholefield                   | [ 132 ] |
| 2014 | „If You Were Still Around“    | Abigail Portner                   | [ 133 ] |
| 2015 | „Close Watch“                 | Abigail Portner                   | [ 134 ] |
| 2016 | „Hallelujah“                  | Abigail Portner                   | [ 135 ] |
| 2020 | „Lazy Day“                    | Abigail Portner                   | [ 136 ] |
| 2022 | „Night Crawling“              | Mickey Miles                      | [ 137 ] |
| 2022 | „Story of Blood“              | Jethro Waters                     | [ 138 ] |
| 2023 | „Noise of You“                | Pepi Ginsberg                     | [ 139 ] |
| 2024 | „Pretty People“               | Abigail Portner                   | [ 140 ] |
| 2024 | „How We See the Light“        | Pepi Ginsberg                     | [ 141 ] |
| 2024 | „Shark-Shark“                 | Abigail Portner                   | [ 142 ] |
| 2024 | „Davies and Wales“            | Jethro Waters                     | [ 143 ] |
| 2025 | „All to the Good“             | Abigail Portner                   | [ 144 ] |